# إيفان أنتيتش
إيفان أنتيتش (بالسيريلية الصربية: Иван Антић) هو مهندس معماري صربي، ولد في 3 ديسمبر 1923 في بلغراد في صربيا، وتوفي بنفس المكان في 25 نوفمبر 2005.